# Gabriel Ventura
Gabriel Ventura (Granollers, 1988) és un escriptor, poeta i traductor català. Estudià el Grau en Humanitats i el Màster en Estudis Comparatius de Literatura, Art i Pensament a la Universitat Pompeu Fabra. Ha escrit articles per a diverses revistes com Bonart, Núvol o Males Herbes. Pel que fa a les seves obres publicades destaquen el seu primer poemari Ignar (2017), W (2017) i Apunts per a un incendi dels ulls (2020) i El millor dels mons impossibles (2025).